# Пам'ятник жертвам Талергофу (Львів)
Пам'ятник жертвам Талергофу  — меморіал, присвячений пам'яті галицьких рософілів, в'язнів австро-угорського концентраційного табору Талергоф 1914—1918 років. Розташований у Львові на території історико-меморіального музею-заповідника Личаківський цвинтар. Споруджений в 1934 році за проектом львівського скульптора Людвіка Туровича (Туровича). Архітектор Олег Луцик.

## Історія створення
У 1934 році відбувся 2-й Талергофський з'їзд галицьких русофілів. Під час з'їзду було прийняте рішення спорудити у Львові меморіальний пам'ятник до двадцятиріччя табору Талергоф в пам'ять про жертви злочинів, вчинених Австро-Угорщиною проти українського та русинського населення імперії. Кенотаф вирішили встановити на Личаківському цвинтарі. Архітектор пам'ятника — Олег Луцик, роботами зі спорудження керував інженер Людвік Турович, він же був автором проекту.
Спорудження пам'ятника започаткувало традицію на фомину неділю проводити панахиду «за невинними жертвами Першої світової війни — в Талергофі, Терезіні, у інших місцях закатованих і стражденних».

## Конструкція

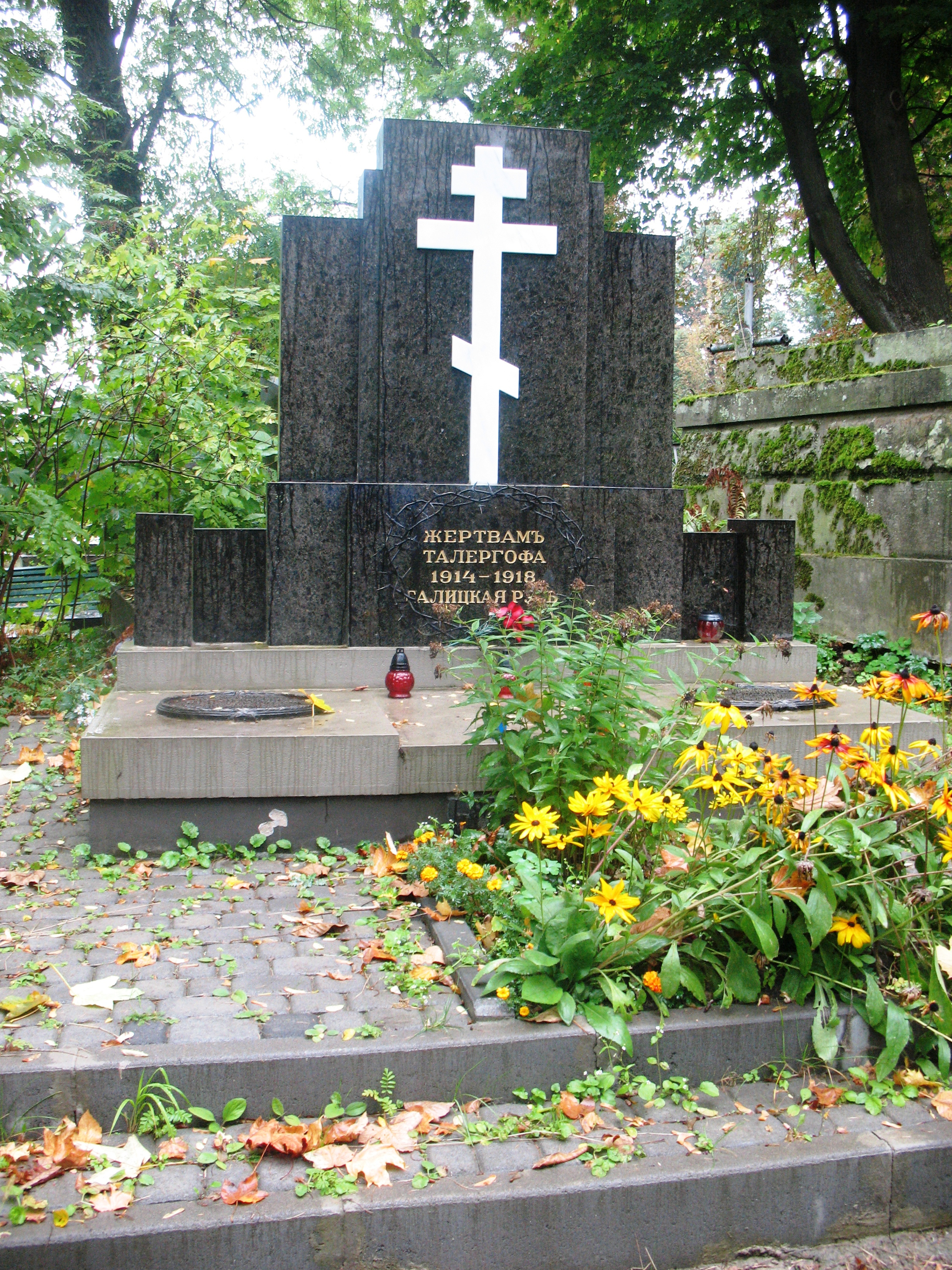
Сучасний вид кенотафу жертвам Талергофу

Меморіал являє собою стелу з чорного мармуру, в яку вписаний великий трираменний хрест білого мармуру. Внизу стели викарбуваний напис позолоченими літерами напис: (рос. дореф. «Жертвамъ Талергофа. 1914—1918. Галицкая Русь»). Навколо напис облямований стилізованим терновим вінком. Вінок виконаний з кованого металу і закріплений з відривом від основи.
У 1964 році, в пам'ять про 50-річчя Талергофа, до пам'ятника був добудований центральний квітник і поставлений бетонний бордюр. У 1972 році до пам'ятника було здійснено підпоховання померлого колишнього в'язня Талергофа Максима Карпяка (1891—1972). 
У 1974 році перед стелою прибудовані два бічних блоки з кам'яними таблицями російською дореформеному мовою, які в 2010 замінені мідними табличками з написами російською та українською мовами. На лівій табличці написано: «Тут спочиває в'язень Талергофу, борець з німецькими окупантами, який народився на Лемківщині, Максим Іванович Карпяк 1891—1972» (рос. «Здесь покоится прах узника концлагеря Талергоф, участника подпольной борьбы с немецкими оккупантами уроженца с. Климовка на Лемковщине Максима Ивановича Карпяка»), на правій: «Вічна слава мученикам Талергофу, Терезина та інших концтаборів — борцям за возз'єднання з Великою Руссю» (рос. «Вечная слава мученикам Талергофа, Терезина и других концлагерей — борцам за воссоединение Прикарпатья с Великой Русью»).